# Biruni Island
Biruni Island (englisch; bulgarisch остров Бируни ostrow Biruni) ist eine in südwest-nordöstlicher Ausrichtung 450 m lange und 150 m breite Insel im Archipel der Südlichen Shetlandinseln. Sie liegt 21,3 km ostsüdöstlich des Kap Yelcho, 880 m südwestlich von Saffar Island, 6,56 km westsüdwestlich des Point Wild und 820 m westnordwestlich des Ronalds Point vor der Nordküste von Elephant Island, von der sie stellenweise nur 70 m getrennt ist.
Britische Wissenschaftler kartierten sie zuletzt im Jahr 2009. Die bulgarische Kommission für Antarktische Geographische Namen benannte sie im April 2021 nach dem iranischen Gelehrten al-Bīrūnī (973–1048), dem Begründer der Triangulation in der Geodäsie.